# Parigi-Nizza 1988
La Parigi-Nizza 1988, quarantaseiesima edizione della corsa, si svolse dal 7 al 13 marzo su un percorso di 1 018 km ripartiti in 7 tappe più un cronoprologo. Fu vinta, per la settima volta consecutiva, dall'irlandese Sean Kelly davanti al francese Ronan Pensec e allo spagnolo Julián Gorospe.

## Tappe
| Tappa  | Data     | Percorso                               | km   | Vincitore di tappa | Leader cl. generale |
| ------ | -------- | -------------------------------------- | ---- | ------------------ | ------------------- |
| Prol.  | 7 marzo  | Parigi (cron. a squadre)               | 5.7  | Toshiba            |                     |
| 1ª     | 8 marzo  | Villefranche-sur-Saône > Saint-Étienne | 195  | Sean Yates         | Sean Yates          |
| 2ª     | 9 marzo  | Saint-Étienne > Valréas                | 200  | Søren Lilholt      | Sean Yates          |
| 3ª     | 10 marzo | Salon-de-Provence > Mont Faron         | 179  | Andrew Hampsten    | Sean Yates          |
| 4ª     | 11 marzo | Tolone > Saint-Tropez                  | 175  | Étienne De Wilde   | Sean Kelly          |
| 5ª     | 12 marzo | Saint-Tropez > Mandelieu-la-Napoule    | 167  | Patrice Esnault    | Sean Kelly          |
| 6ª-1ª  | 13 marzo | Mandelieu-la-Napoule > Nizza           | 100  | Andreas Kappes     | Sean Kelly          |
| 6ª-2ª  | 13 marzo | Nizza > Col d'Èze (cron. individuale)  | 10   | Sean Kelly         | Sean Kelly          |
| Totale | Totale   | Totale                                 | 1018 |                    |                     |

## Dettagli delle tappe

### Prologo
- 7 marzo: Parigi > Parigi (cron. a squadre) – 5,7 km

Risultati
| Pos. | Squadra      | Tempo  |
| ---- | ------------ | ------ |
| 1    | Toshiba      | 13'53" |
| 2    | Kas-Canal 10 | s.t.   |
| 3    | Système U    | a 2"   |

| Pos. | Corridore | Squadra | Tempo |
| ---- | --------- | ------- | ----- |

### 1ª tappa
- 8 marzo: Villefranche-sur-Saône > Saint-Étienne – 195 km

Risultati
| Pos. | Corridore        | Squadra    | Tempo    |
| ---- | ---------------- | ---------- | -------- |
| 1    | Sean Yates       | Fagor-MBK  | 5h35'53" |
| 2    | Bruno Wojtinek   | Z-Peugeot  | a 2'17"  |
| 3    | Étienne De Wilde | Sigma-Fina | a 2'20"  |

| Pos. | Corridore        | Squadra    | Tempo    |
| ---- | ---------------- | ---------- | -------- |
| 1    | Sean Yates       | Fagor-MBK  | 5h35'53" |
| 2    | Bruno Wojtinek   | Z-Peugeot  | a 2'17"  |
| 3    | Étienne De Wilde | Sigma-Fina | a 2'20"  |

### 2ª tappa
- 9 marzo: Saint-Étienne > Valréas – 200 km

Risultati
| Pos. | Corridore        | Squadra      | Tempo    |
| ---- | ---------------- | ------------ | -------- |
| 1    | Søren Lilholt    | Sigma-Fina   | 4h47'10" |
| 2    | Sean Kelly       | Kas-Canal 10 | a 1'12"  |
| 3    | Étienne De Wilde | Sigma-Fina   | s.t.     |

| Pos. | Corridore      | Squadra      | Tempo     |
| ---- | -------------- | ------------ | --------- |
| 1    | Sean Yates     | Fagor-MBK    | 10h24'15" |
| 2    | Sean Kelly     | Kas-Canal 10 | a 2'17"   |
| 3    | Bruno Wojtinek | Z-Peugeot    | s.t.      |

### 3ª tappa
- 9 marzo: Salon-de-Provence > Mont Faron – 179 km

Risultati
| Pos. | Corridore       | Squadra      | Tempo    |
| ---- | --------------- | ------------ | -------- |
| 1    | Andrew Hampsten | 7-Eleven     | 4h50'47" |
| 2    | Sean Kelly      | Kas-Canal 10 | a 27"    |
| 3    | Pascal Simon    | Système U    | s.t.     |

| Pos. | Corridore    | Squadra      | Tempo     |
| ---- | ------------ | ------------ | --------- |
| 1    | Sean Yates   | Fagor-MBK    | 15h17'41" |
| 2    | Sean Kelly   | Kas-Canal 10 | a 5"      |
| 3    | Ronan Pensec | Z-Peugeot    | a 16"     |

### 4ª tappa
- 10 marzo: Tolone > Saint-Tropez – 175 km

Risultati
| Pos. | Corridore        | Squadra      | Tempo    |
| ---- | ---------------- | ------------ | -------- |
| 1    | Étienne De Wilde | Sigma-Fina   | 4h31'10" |
| 2    | Sean Kelly       | Kas-Canal 10 | s.t.     |
| 3    | Jaanus Kuum      | ADR          | s.t.     |

| Pos. | Corridore    | Squadra      | Tempo     |
| ---- | ------------ | ------------ | --------- |
| 1    | Sean Kelly   | Kas-Canal 10 | 19h49'51" |
| 2    | Ronan Pensec | Z-Peugeot    | a 16"     |
| 3    | Pascal Simon | Système U    | a 19"     |

### 5ª tappa
- 11 marzo: Saint-Tropez > Mandelieu-la-Napoule – 167 km

Risultati
| Pos. | Corridore       | Squadra   | Tempo    |
| ---- | --------------- | --------- | -------- |
| 1    | Patrice Esnault | R.M.O.    | 4h47'09" |
| 2    | Bruno Cornillet | Z-Peugeot | a 10"    |
| 3    | Eddy Planckaert | ADR       | a 15"    |

| Pos. | Corridore    | Squadra      | Tempo     |
| ---- | ------------ | ------------ | --------- |
| 1    | Sean Kelly   | Kas-Canal 10 | 24h37'00" |
| 2    | Ronan Pensec | Z-Peugeot    | a 16"     |
| 3    | Pascal Simon | Système U    | a 19"     |

### 6ª tappa
- 12 marzo: Mandelieu-la-Napoule > Nizza – 100 km

Risultati
| Pos. | Corridore              | Squadra   | Tempo    |
| ---- | ---------------------- | --------- | -------- |
| 1    | Andreas Kappes         | Toshiba   | 2h29'35" |
| 2    | Malcolm Elliott        | Fagor-MBK | s.t.     |
| 3    | Manuel Jorge Dominguez | BH        | s.t.     |

| Pos. | Corridore    | Squadra      | Tempo     |
| ---- | ------------ | ------------ | --------- |
| 1    | Sean Kelly   | Kas-Canal 10 | 27h06'35" |
| 2    | Ronan Pensec | Z-Peugeot    | a 16"     |
| 3    | Pascal Simon | Système U    | a 19"     |

### 7ª tappa
- 13 marzo: Nizza > Col d'Èze (cron. individuale) – 10 km

Risultati
| Pos. | Corridore      | Squadra      | Tempo  |
| ---- | -------------- | ------------ | ------ |
| 1    | Sean Kelly     | Kas-Canal 10 | 20'11" |
| 2    | Ronan Pensec   | Z-Peugeot    | a 2"   |
| 3    | Julián Gorospe | Reynolds     | a 11"  |

| Pos. | Corridore      | Squadra      | Tempo     |
| ---- | -------------- | ------------ | --------- |
| 1    | Sean Kelly     | Kas-Canal 10 | 27h27'01" |
| 2    | Ronan Pensec   | Z-Peugeot    | a 18"     |
| 3    | Julián Gorospe | Reynolds     | a 36"     |

## Classifiche finali

### Classifica generale
| Pos. | Corridore      | Squadra            | Tempo     |
| ---- | -------------- | ------------------ | --------- |
| 1    | Sean Kelly     | Kas-Canal 10       | 27h27'01" |
| 2    | Ronan Pensec   | Z-Peugeot          | a 18"     |
| 3    | Julián Gorospe | Reynolds           | a 36"     |
| 4    | Pascal Simon   | Système U          | a 1'20"   |
| 5    | Laurent Fignon | Système U          | a 2'08"   |
| 6    | Luc Leblanc    | Toshiba            | a 2'46"   |
| 7    | Peter Hilse    | Teka               | a 2'52"   |
| 8    | Álvaro Pino    | BH                 | s.t.      |
| 9    | Robert Millar  | Fagor-MBK          | a 3'03"   |
| 10   | Jaanus Kuum    | ADR-Anti-M-Enerday | a 3'30"   |